# Владислав Тарновски
Владислав Тарновски (фр. Ladislas Tarnowski, пољ. Władysław Tarnowski; Врублевице (Wróblewice), 4. јуна 1836 — на броду у близини Сан Франциска, 19. априла 1878) је био пољски композитор и пијаниста романтизма, књижевник и песник пољске књижевне романтике, и такође путник.

## Биографија
Владислав Тарновски родио се у Вроблевице (у близини Лавов) као син Валерианa Спицимирa Тарновског и мајке Ернестине Тарновске. Родио се 4. јуна 1836.  Валериан и Ернестина имали су троје деце: Владислав (1836-1878), Станислав (1838-1909), и Мариа Јозефа (1840-1938).  Његов брат Станислав је био сликар пејзажа.  У 1857. године дипломирао је право и филозофију на Јагелонском универзитету у Кракову.  Након дипломе у Кракову је студирао на Париском конзерваторијуму,  али ни ове студије није завршио; јер учествовао је у Јануарском устанку 1863.  Најпознатија песма из тог времена је Jak to na wojence ładnie, ("Како је лепо у рату", - песма данас се налази на редовном током државних празника). Касније је студирао на конзерваторијуму у Лајпцигу и студирао је код Франц Лист.  Његово дело створено је за 21 годину. Инспирација му је често била пољска традиција, украјински фолклор и католицизам, и такође утисци са путовања. Умро је током путовања око света. 

## Дела

### Музичка дела
- Trois Mazurkas pour Piano, (Три мазурке за клавир), око 1870.
- Chart sans paroles, 1870.
- Valse-poeme, 1870.
- Fantazie-Impromptu
- Impromptu „L’adieu de l’artiste”, око 1870.
- Souvenir de la Canée,1870.
- Polonez dla Teofila Lenartowicza, 1872
- Grande Polonaise (quasi Rhapsodie symphonique Polonaise I) composée et dediée à son ami T. Lenartowicz, 1874.
- Sonate à son ami Br. Zawadzki, око 1875.
- Extases au Bosphor, fantasie rapsodie sur les melodies orientales, оп. 10, око 1875.
- Marsz żałobny z osobnej całości symfonicznej poświęcony pamięci Augusta Bielowskiego, (Погребни марш), 1876.
- Ave Maria, 1876.
- Pensée funebre, пре 1878.
- Andantino pensieroso, 1878 (посмртно издање).

##### Ноцтурнес
- Nocturne dédié à sa soeur Marie,
- Nuit sombre.
- Nuit claire.

#### Камерна музика
- Quatour Re-majeur pour Deur Violons, Viola et Violonceller, 1874.
- Fantaisie quasi Sonate.
- Souvenir d’un ange, око 1876. [8]

#### Песме за оркестар
- Symfonia d’un drammo d’amore, 1871.
- Karlińscy, 1874.
- Joanna Grey, 1875.
- Achmed oder der Pilger der Liebe или Achmed, czyli pielgrzym miłości, (Ахмед или ходочасник љубави, опера), 1875.

#### Песме
- A kto chce rozkoszy użyć, или Jak to na wojence ładnie, 1863, ("Како је лепо у рату", речи песме: Владислав Тарновски).
- Herangedämmert kam der Abend, (речи песме: Хајнрих Хајне).
- Die Perle, (речи песме: Владислав Тарновски).
- Die Schwalben, (речи песме: Владислав Тарновски).
- Im Traum sah ich das Lieben, (речи песме: Хајнрих Хајне).
- Ich sank verweint in sanften Schlummer или Widzenie, (речи песме: Владислав Тарновски).
- Neig, o Schöne Knospe, (речи песме: Мирза Шафи Вазех).
- Kennst du die Rosen, око 1870, (речи песме: Владислав Тарновски).
- Du Buch mit sieben Siegeln, око 1870, (речи песме: Лудвиг Фоглар).
- Ob du nun Ruhst, око 1870, (речи песме: Лудвиг Фоглар).
- Klänge Und Schmerzen, око 1870, (речи песме: Роберт Хамерлинг).
- Nächtliche Regung, око 1870, (речи песме: Роберт Хамерлинг).
- Strofa dello Strozzi e la risposttadi Michalangelo, (речи песме: Филиппо Строззи и Микеланђело).
- Au soleil couchant, 1873, (речи песме: Виктор Иго).
- Still klingt das Glöcklein durch Felder, или Dźwięczy głos dzwonka przez pole, 1874, (речи песме: Владислав Тарновски).
- Alpuhara, 1877, (речи песме: Адам Мицкјевич).
- Mein kahn, пре 1878, (речи песме: Јоханн Вон Пауманн псеудоним Ханс Макс). [9]

### Књижевна дела

#### Драме
- Izaak (Исак), 1871.
- Karlinscy, (Карлинсци), 1874.
- Joanna Grey, (Џејн Греј), 1874.
- Ostatnie sądy kapturowe, 1874.
- Finita la comedia, 1874.

#### Поезија
- Poezye studenta (1, 2, 3, 4, 1863-1865).
- Krople czary, 1865.
- Szkice helweckie i Talia, 1868.
- Piołuny, 1869.
- Nowe Poezye, 1872.